# Fraxxon
Fraxxon is een computerspel dat werd ontwikkeld door Lucas Benjamin Kruijswijk van LBK Production. Het spel werd uitgebracht in 1985 voor de Philips P2000. De speler bestuurt een klein ruimteschip dat horizontaal over het beeld kan bewegen en door te schieten verschillende vijanden moet uitschakelen. Het spel vertoont veel gelijkenissen met Namco's populaire arcadespel Galaxian.